# Willi Wiberg
Willi Wiberg (im Original Alfons Åberg) ist eine schwedische Kinderbuchreihe, die von Gunilla Bergström (1942–2021) geschrieben wurde. Seit 1972 wurden mehrere Millionen Exemplare verkauft. Die Willi-Wiberg-Bücher werden in mehreren Ländern in mehr als 35 Sprachen und zehn Dialekten herausgegeben.

## Inhalt
Willi Wiberg ist ein kleiner Junge (je nach Buch vier bis sieben Jahre alt), der mit seinem alleinerziehenden lieben, etwas zerstreuten und tapsigen Vater in der Vorstadt lebt. In den Büchern über Willi wird beschrieben, wie er allerlei Alltagssituationen erlebt und wie er sie meistert. Manchmal behandeln die Bücher auch Ausflüge ins Reich der Fantasie; der richtige Umgang mit Monstern und anderen Ungeheuern wird erklärt. Er hat auch einen besten Freund namens Viktor sowie eine Großmutter, eine kinderlose Tante und zwei ältere Vettern (welche damit die Kinder einer weiteren Schwester oder eines Bruders seines Vaters sein müssten).

## Bücher
- 1972 Gute Nacht, Willi Wiberg

Willi soll ins Bett gehen, und ist auch müde, zwischendurch hat er jedoch Durst, muss einmal oder glaubt, im Schrank sei ein Ungeheuer. Somit muss der Vater ein Glas Wasser, den Nachttopf usw. holen. Als er dann auch den Teddy holen soll, schläft er dabei selbst ein.
- 1973 Pass auf, Willi Wiberg!
- 1975 Mach schnell, Willi Wiberg
- 1976 Willi und sein heimlicher Freund

Willi hat einen unsichtbaren Freund, der immer für ihn da ist.
- 1977 Ganz schön schlau, Willi Wiberg

Willi und seine älteren Cousins sind bei der Großmutter zu Besuch, welche frische Kekse gebacken hat. Irgendwann beschließen die Zwillinge, Karten zu spielen. Willi fragt, ob er mitspielen darf, diese meinen jedoch, er sei noch zu klein, um die Regeln zu verstehen. Aus Trotz schnappt sich Willi die Keksdose und isst alle Kekse bis auf einen auf. Als die Brüder das entdecken, fangen sie erst an, sich um den letzten Keks zu streiten, und sind schlussendlich wütend auf Willi, dieser kontert jedoch, er sei doch noch zu klein, um die Regeln zu verstehen, worauf die Zwillinge erkennen, dass ihr kleiner Cousin doch deutlich mehr versteht, als sie dachten.
- 1978 Willi Wiberg und das Ungeheuer
- 1979 Wer rettet Willi Wiberg?

Willi sieht, dass sein unsichtbarer Freund auch Nachteile hat. Dieser kann ihm beispielsweise nicht helfen, wenn die älteren Jungs auf dem Spielplatz hinter ihm her sind. Eines Tages hört Willi einen anderen Jungen seines Alters weinen, dieser ist gestürzt und hat seinen Schlüssel verloren. Auch dieser Junge, er heißt Viktor, hat sonst keine Freunde, somit werden Willi und Viktor sofort beste Freunde, während der unsichtbare Freund sieht, dass seine Aufgabe erfüllt ist und beschließt, einen anderen einsamen Jungen zu suchen.
- 1981 Bist du feige, Willi Wiberg?
- 1982 Nur Mut, Willi Wiberg
- 1983 Du siehst Gespenster, Willi Wiberg
- 1984 Viel Spaß, Willi Wiberg

Willi und seinem Papa ist langweilig, Oma allerdings nicht, und sie freut sich sogar, dass ihrem Sohn und Enkel und Enkel langweilig ist. Willi versteht Oma nicht, vor allem, da Weihnachten vorbei ist und Viktor krank. Auch der Vater stimmt Willi zu, als dieser sagt, man sollte sich über jeden Tag freuen können.
- 1985 Willi Wiberg spielt doch nicht mit Mädchen
- 1986 Jetzt wird gefeiert, Willi Wiberg
- 1987 Guten Tag, Herr Zauberer Willi
- 1988 Willi Wiberg kann jetzt Schleifen machen
- 1989 Was sagt dein Papa, Willi Wiberg?
- 1992 Mehr Monster, Willi Wiberg
- 1993 Was schenkst du deinem Papa, Willi Wiberg?
- 1997 Wie gut, dass Papa Willi Wiberg hat
- 1998 Wir bauen eine neue Welt, Willi Wiberg

Es ist Putztag und Viktor ist bei Willi zu Besuch. Willis Papa erklärt ihnen, dass heute alle Spielzeuge bis auf die Autos tabu sind. Während der Vater beim Einkaufen ist, spielen Willi und Viktor also mit den Autos, allerdings wird ihnen das mit der Zeit zu langweilig. Sie beschließen, dass die Autos zu einem neuen Land fahren sollen, „Landmanien“. Zwar sind die anderen Spielsachen nicht erlaubt, aber sie beschließen, stattdessen Sachen aus der Küche zu nehmen, so bilden u. a. Löffel die Soldaten und die Pantoffeln des Vaters und eine Vase das Schloss. Irgendwann beschließt Willi, dass Landmanien im Meer liegen soll. Sie tun inzwischen so, als seien sie Fische, als der Vater gerade zurückkommt. Schnell räumen sie alle Sachen wieder weg, doch der Vater entdeckt die Vase und die Pantoffeln und ist zunächst nicht sehr begeistert. Willi entschuldigt sich schnell und meint, die Pantoffeln wären jetzt etwas nass, was der Vater wie gewöhnlich mit Humor nimmt und er zufrieden ist, dass die Kinder außer den Autos keine weiteren Spielsachen verwendet haben.
- 2003 Wo bist du, Willi Wiberg?
- 2006 Hör zu, was ich erzähle, Willi Wiberg!
- 2011 Bist du König, Willi Wiberg?

## Verfilmungen
- 1979: Willi Wiberg (Alfons Åberg) 
16-Teilige Animationsserie. In Deutschland gezeigt im Rahmen der "Lachgeschichten" in der Sendung mit der Maus[2]
- 2012: Willi Wiberg (Alfons Åberg)
13-Teilige Animationsserie. Die Serie knüpft an die alte Serie mit neuen Geschichten an und ist seit August 2014 wieder Teil der Die Sendung mit der Maus.
- 2013: Hokus Pokus Willi Wiberg (Hokus Pokus Alfons Åberg)
Animationsfilm von Torill Kove